# Balduin Baas
Balduin Baas (eigentlich Balduin Baaske, * 9. Juni 1922 in Danzig; † 22. Mai 2006 in Hamburg) war ein deutscher Schauspieler, Schriftsteller, Drehbuchautor und Objektkünstler.

## Leben
Der ausgebildete Postmitarbeiter kam während des Zweiten Weltkrieges an Soldatenbühnen zur Schauspielerei. Nach Kriegsende war er Ansager bei einer Artistengruppe und ab 1946 Kabarettist in Hannover. Ab 1948 trat er in Hamburg auf und war kurzzeitig bei der Fremdenlegion.
Baas schrieb Theaterstücke und arbeitete als Hörfunkautor. Er publizierte seine Artikel in mehreren Zeitschriften und der Zeitung Die Welt. 1962 veröffentlichte Baas seine Autobiographie 40, die bei Lesern wie Literaturkritikern große Beachtung fand. Kurz darauf folgten der Gedichtband Es ist Frühling, Ilse und der Roman Der Fritz.
In der Rolle als Abhörspezialist debütierte Baas 1954 in Helmut Käutners Des Teufels General beim Film. Als ostpreußischer Grenadier sprach er im Film Der Hauptmann von Köpenick den legendären Satz „Dat kann ich nich leiden!“ Seine bekannteste deutschsprachige Rolle dürfte wohl die des Studienrates Blaumeier in der Kino-Reihe Die Lümmel von der ersten Bank von 1968 bis 1972 gewesen sein. Internationale Bekanntheit erlangte Baas vor allem 1978 durch seine Hauptrolle in Federico Fellinis Prova d'Orchestra (Die Orchesterprobe), für die ihn der Regisseur selbst auswählte. Außerdem spielte er in der ZDF-Serie Das Erbe der Guldenburgs von 1987 bis 1990 den schmierigen Privatdetektiv Georg Altdorf.
Im Hörfunk trat er von 1971 bis 1977 in WDR 2 mit satirisch-kabarettistischen Texten in der Solo-Revue Seid frech zueinander (über 20 Folgen) auf. Nachdem der WDR die Ausstrahlung einer Folge wegen zu harscher Wolf-Biermann-Kritik untersagt und die Sendung ersatzweise mit anderem Baas-Material gestaltet hatte, brach Baas die weitere Zusammenarbeit mit dem WDR ab.
Balduin Baas war zunächst mit der Schauspielkollegin Ruth Stephan verheiratet und war danach 51 Jahre mit der Hamburger Fotografin Charlotte March liiert. Er wurde seebestattet.
Sein Nachlass sowie seine Kunstobjekte und Zeichnungen liegen in der Sammlung Falckenberg in Hamburg.

## Filmografie (Auswahl)
- 1954: Des Teufels General
- 1955: Prozess in Dur (TV-Film)
- 1956: Der Verrat von Ottawa (TV-Film)
- 1956: Der Hauptmann von Köpenick
- 1956: Skandal um Dr. Vlimmen
- 1956: Drei Birken auf der Heide
- 1957: Die verpfuschte Hochzeitsnacht
- 1957: Der müde Theodor
- 1958: Das Geld, das auf der Straße liegt (TV-Film)
- 1958: Biedermann und die Brandstifter (TV-Film)
- 1958: Der Mann, der nicht nein sagen konnte
- 1959: Die sechste Frau (TV-Film)
- 1959: Die Caine war ihr Schicksal (TV-Film)
- 1959: Der Rest ist Schweigen
- 1960: Gauner-Serenade
- 1961: Eine hübscher als die andere
- 1961: Mörderspiel
- 1961: Der Lügner
- 1962: Genosse Münchhausen
- 1963: Meine Frau Susanne (Fernsehserie, 1 Folge)
- 1963: Der Hexer
- 1964: Das wissen die Götter (Fernsehserie, 4 Folgen)
- 1964: Doktor Murkes gesammeltes Schweigen
- 1964: Lausbubengeschichten
- 1965: DM-Killer
- 1965: Intermezzo (TV-Film)
- 1965: Krimi-Quiz – Amateure als Kriminalisten (Fernsehserie, 4 Folgen)
- 1965: Die Herren
- 1965: Das Liebeskarussell
- 1966: Die Liebesquelle
- 1966: Ich suche einen Mann
- 1966: 100 Jahre Kurfürstendamm (TV-Film)
- 1966: Panoptikum (TV Film)
- 1966: Grieche sucht Griechin
- 1967: Auf der Lesebühne der Literarischen Illustrierten (Fernsehserie, 1 Folge)
- 1967: Dreizehn Briefe (Fernsehserie)
- 1967: Das Rasthaus der grausamen Puppen
- 1967: Ein Fall für Titus Bunge (Fernsehserie, 1 Folge)
- 1967: Valentin Katajews chirurgische Eingriffe in das Seelenleben des Dr. Igor Igorowitsch (TV-Film)
- 1967: Die Verfolgung und Ermordung Jean Paul Marats (TV-Film)
- 1968: Zur Hölle mit den Paukern
- 1968: Die Ente klingelt um ½ 8
- 1968: Zum Teufel mit der Penne
- 1968: Mein Kapitän ist tot (TV-Kurzfilm)
- 1969: Die grüne Nacht von Ziegenberg (TV-Film)
- 1969: Der rasende Lokalreporter (Fernsehserie, 3 Folgen)
- 1969: Jacques Offenbach – Ein Lebensbild (TV-Film)
- 1970: Das Bastardzeichen (TV-Film)
- 1970: Polizeifunk ruft (Fernsehserie, 1 Folge)
- 1970: Miss Molly Mill (Fernsehserie, 1 Folge)
- 1970: Wir hau’n die Pauker in die Pfanne
- 1970: Ohrfeigen
- 1970: Percy Stuart (Fernsehserie, 1 Folge)
- 1971: Zwanzig Mädchen und die Pauker
- 1971: Morgen fällt die Schule aus
- 1971: Willi wird das Kind schon schaukeln
- 1971: Frei nach Mark Twain (Fernsehserie, 1 Folge)
- 1971: Tatort – AE612 ohne Landeerlaubnis
- 1972: Sonderdezernat K1 – Vorsicht – Schutzengel!
- 1972: Betragen ungenügend!
- 1972: Hauptsache Ferien
- 1973: Dem Täter auf der Spur (Fernsehserie, 1 Folge)
- 1973: Mein Onkel Benjamin (Fernsehfilm)
- 1973: Wer einmal in das Posthorn stößt
- 1975: Bis zur bitteren Neige
- 1977: Unendlich tief unten (TV-Film)
- 1978: Schusters Gespenster (TV-Serie)
- 1979: Kommissariat 9 (Fernsehserie, 1 Folge)
- 1979: Moral (TV-Film)
- 1979: Orchesterprobe (Prova d’orchestra)
- 1980: Glaube Liebe Hoffnung (TV-Film)
- 1981: Sonderdezernat K1 – Die Rache eines V-Mannes
- 1982: Der Zauberberg
- 1982: Manni, der Libero (Fernsehserie, 1 Folge)
- 1982: Die unsterblichen Methoden des Franz Josef Wanninger (Fernsehserie, 1 Folge)
- 1982: Doktor Faustus
- 1982: Der Heuler (TV-Film)
- 1983: Im Kopf brennt noch Licht (TV-Film)
- 1984: Derrick (Fernsehserie, 2 Folgen)
- 1984: Frevel
- 1984: Opération O.P.E.N. (Fernsehserie, 1 Folge)
- 1985: Diese Drombuschs (Fernsehserie, 1 Folge)
- 1986: Derrick – Naujocks trauriges Ende
- 1987–1990: Das Erbe der Guldenburgs (Fernsehserie, 13 Folgen)
- 1987–1997: Großstadtrevier (Fernsehserie, 4 Folgen)
- 1987: Hafendetektiv (Fernsehserie, 1 Folge)
- 1988: Spätes Glück nicht ausgeschlossen (TV-Film)
- 1988: Eurocops (Fernsehserie, 1 Folge)
- 1989: Der Landarzt (Fernsehserie, 1 Folge)
- 1989: Der Alte (Fernsehserie, 2 Folgen)
- 1990: La femme fardée
- 1991: Pappa ante portas (Regie: Loriot)
- 1993: Der kleine Vampir – Neue Abenteuer
- 1994: Unsere Hagenbecks (Fernsehserie, 1 Folge)
- 1994: Blankenese – Schatten der Vergangenheit
- 1995: Evelyn Hamanns Geschichten aus dem Leben (Fernsehserie, 1 Folge)
- 1996: Doppelter Einsatz (Fernsehserie, 1 Folge)
- 1996: Willi und die Windzors
- 1997: Einsatz Hamburg Süd – Operation Pin-Up
- 1998: Candy
- 1998: Unser Charly – Der doppelte Charly
- 2000: Die blauen und die grauen Tage
- 2002: Das Schloss des Grauens

## Werke
- 40 – Eine Autobiographie. Merlin Verlag, Gifkendorf 1964. ISBN 3-87536-041-9
- Der Fritz. Roman. Merlin Verlag, Gifkendorf 1983. ISBN 3-87536-161-X
- Es ist Frühling, Ilse. Gedichte. Merlin Verlag, Gifkendorf 1996. ISBN 3-926112-55-7